# Tracy Bonham
Tracy Bonham (Boston, Massachusetts, 16 de março de 1967) é uma cantora de rock alternativo e foi com o single "Mother Mother", em 1996, que passou a ser conhecida.